# Mocis vitiensis
Mocis vitiensis  là một loài bướm đêm thuộc họ Erebidae. Nó được tìm thấy ở Fiji.